# Integripelta bilabiata
Integripelta bilabiata är en mossdjursart som först beskrevs av Walter Douglas Hincks 1884.  Integripelta bilabiata ingår i släktet Integripelta och familjen Eurystomellidae. Inga underarter finns listade i Catalogue of Life.